# Стара Тузда
Стара Тузда́ (каз. Ескі Тұзды) — село у складі Бухар-Жирауського району Карагандинської області Казахстану. Входить до складу Туздинського сільського округу.
Населення — 56 осіб (2021; 70 у 2009, 169 у 1999, 277 у 1989).
Національний склад станом на 1989 рік:
- росіяни — 53 %;
- казахи — 24 %.